# Andrija Pauli
Andrija Pauli (1697. − 1783.) je bio hrvatski književnik iz Dubrovnika. Pripada razdoblju klasicizma. Pisao je satirične pjesme.
Relativno je malo poznat. Sačuvano je samo nekoliko njegovih pjesama koja su uglavnom satirična sadržaja. Bavi se raznim temama. Najistaknutije mu je djelo pjesma Mužika.